# Ixkún
Ixkún è un sito archeologico costruito dalla civiltà Maya situato nel bacino di Petén, in Guatemala, a nord-ovest rispetto al sito di Poptún. È un sito che possiede diversi monticelli non ancora analizzati e diverse rovine.

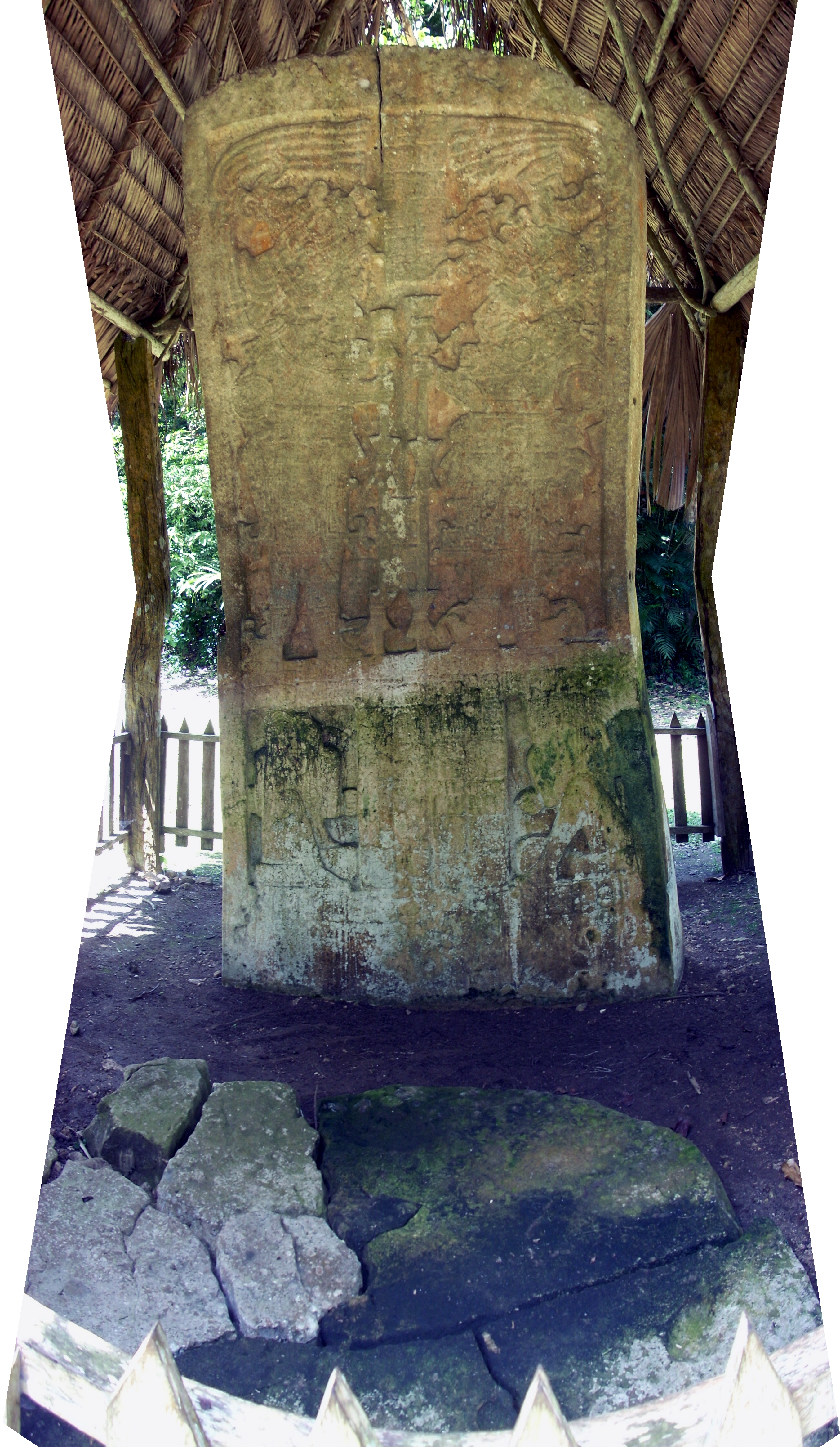
La stele 1 e l'altare 1

Ixkun venne costruito e occupato intorno all'era pre-classica (circa nel 200), raggiungendo il massimo splendore nel periodo del tardo classico (circa 600 - 900). Il sito si estende per circa 16 km², e la sua area centrale comprende un campo adibito al gioco del tlachtli, dei templi, palazzi, un complesso gruppo E e due piramidi. Ci sono almeno 46 gruppi residenziali con 245 tumuli e diversi chultun, cavità artificiali usate per raccogliere acqua fresca e immagazzinare oggetti. 
Quattro caverne vicine sono state usate durante l'età classica per scopi cerimoniali.

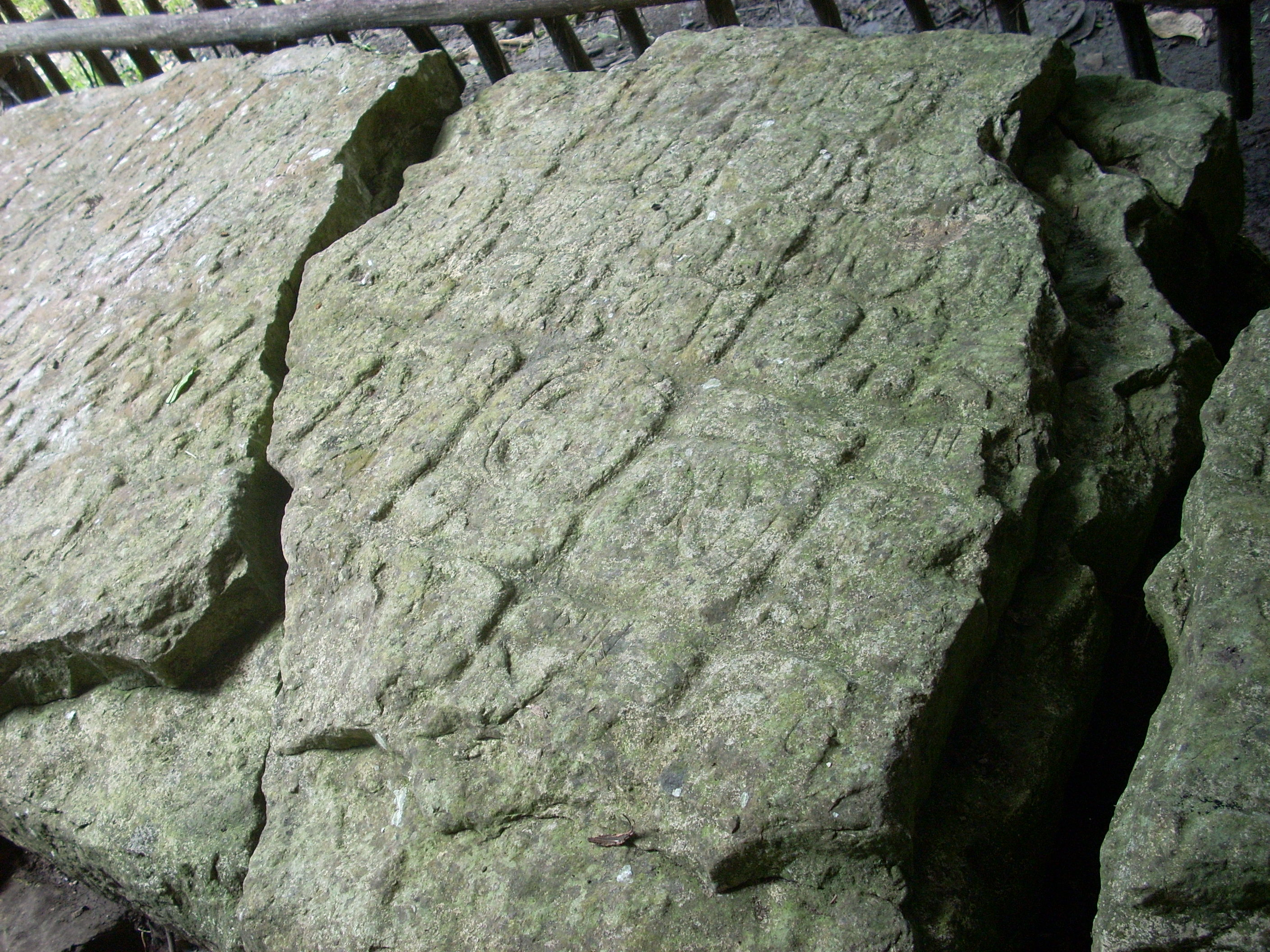
La stele 2

Nel sito sono state ritrovate diverse stele ornate con scritture e sei altari. La Stele 1 è la più grande trovata nel bacino di Petén, alta 4 metri, seconda solo alla stele trovata a Quiriguá.